# Mamoudou Gassama
Ne doit pas être confondu avec Mamadou Gassama.
Pour les articles homonymes, voir Gassama.
Mamoudou Gassama, né le 1er janvier 1996 à Yaguine, dans la région de Kayes, au Mali, est un homme franco-malien devenu célèbre après avoir escaladé, le 26 mai 2018, quatre étages d'un immeuble parisien pour sauver un enfant de quatre ans agrippé à un balcon.
Cet acte, immortalisé par une vidéo, fait le buzz sur les réseaux sociaux et vaut à Mamoudou Gassama plusieurs marques de reconnaissance dont une réception par le président de la République française, Emmanuel Macron à l'Élysée, par le président du Mali, Ibrahim Boubacar Keïta au palais de Koulouba et l'obtention de la nationalité française. Son statut d'étranger en situation irrégulière au moment des faits alimente le débat public français sur la crise migratoire.

## Biographie
Mamoudou Gassama est originaire du village de Yaguine (cercle de Yélimané) dans la région de Kayes dans le sud-ouest du Mali.

### Migration vers la France
Gassama quitte son pays natal pour l'Europe en 2013. Après avoir transité par le Burkina Faso et  le Niger, il arrive en Libye où il indique avoir connu la prison et la torture. Après une première tentative ratée, il parvient en Italie courant 2014 après avoir été récupéré en mer par l'un des navires de l'opération Mare nostrum qui patrouillent la Méditerranée. Il est hébergé dans un centre d'accueil pour demandeurs d'asile à Castelnuovo di Porto, près de Rome. Il suit alors une formation de pizzaïolo. Il rejoint Paris le 16 septembre 2017, et retrouve son frère qui l'héberge dans le foyer pour migrants où il réside à Montreuil, en proche banlieue parisienne. Il gagne sa vie en travaillant au noir dans le bâtiment.

### Sauvetage dans le18earrondissement de Paris
Le 26 mai 2018 aux alentours de 20 h, un attroupement se forme autour du 51 rue Marx-Dormoy dans le 18e arrondissement de Paris. Des badauds aperçoivent un enfant agrippé à l'extérieur du garde-corps d'un balcon d'un appartement du 4e étage de l'immeuble, à 15 metres du sol, après avoir chuté du cinquième et s'être rattrapé à l'étage du dessous. Un homme, Mamoudou Gassama, s'élance, et en une trentaine de secondes parvient, grâce à une série de tractions suivies d'antépulsions à sauver le garçonnet, à l'aide d'un voisin, positionné sur un balcon mitoyen, qui sécurise le bras de l'enfant.
L'enquête révèle que l'enfant de quatre ans avait été laissé sans surveillance par son père parti faire des courses. Quelques mois plus tard, ce dernier est condamné à trois mois de prison avec sursis pour soustraction aux obligations parentales.
Le sauvetage est filmé par des téléphones portables et les vidéos deviennent vite virales sur Internet, cumulant plusieurs millions de vues en quelques jours. Les principaux médias télévisuels diffusent également massivement ces vidéos.
Des théories du complot remettant en cause le déroulement des évènements sont apparues durant la médiatisation du fait divers. La manière dont le petit garçon s'est agrippé au balcon ou le rôle du voisin sont en particulier pointés du doigt.

### Reconnaissance
Le 28 mai 2018, le président de la République française, Emmanuel Macron, reçoit Mamoudou Gassama au palais de l'Élysée pour le remercier personnellement pour son acte de courage. Il lui remet la médaille d’honneur pour acte de courage et de dévouement et annonce sa naturalisation prochaine tout en lui faisant part de la volonté de la brigade de sapeurs-pompiers de Paris de l'accueillir en son sein. Le 4 juin 2018, il reçoit la médaille Grand Vermeil, plus haute distinction de la ville de Paris, des mains de la maire Anne Hidalgo.
Le 16 juin 2018, cinq ans après avoir quitté son pays natal, Mamoudou Gassama fait un retour triomphal à Bamako, où il est accueilli par une foule en liesse à l'aéroport international Modibo Keïta, puis reçu par le président de la République du Mali, Ibrahim Boubacar Keïta au palais de Koulouba,. Le 24 juin 2018, il reçoit au Microsoft Theater, à Los Angeles, un BET Award.
Sur base de l'article 21-19 du Code civil, il obtient la nationalité française le 12 septembre 2018,. Il reçoit son décret de naturalisation le 6 novembre 2018 à la préfecture de Seine-Saint-Denis, en présence de l'ambassadeur du Mali. Gassama obtient aussi un logement à Montreuil.

### Carrière professionnelle et suites
Le 28 juin 2018, il signe un contrat de service civique d'une durée de dix mois au sein des sapeurs-pompiers de Paris. Il fait partie des services des pompiers pendant un an.
Il ne peut cependant poursuivre son expérience au sein des sapeurs-pompiers de Paris, n'ayant pas obtenu le brevet des collèges et souffrant d'une pathologie incompatible avec la profession de pompier,.
En 2021, trois ans après le sauvetage qui l'a rendu célèbre, Mamoudou Gassama alterne chômage et travail précaire, notamment des ménages. S'estimant mal entouré, il n'a pas pu réaliser plusieurs projets lui tenant à cœur, faire un film, écrire un livre, fonder une association sensibilisant les jeunes Maliens aux dangers de la migration via la Méditerranée.
En décembre 2023, marié et père de deux enfants, il estime que sa vie est devenue « tranquille ». Il est alors agent de sécurité et enchaîne les CDD. Il vit à Montreuil dans un logement attribué par la mairie,.
Il est régulièrement invité en Afrique et aux États-Unis. Il s'inscrit à des cours de français et envisage toujours la sortie d'une biographie. Il devient proche de Lassana Bathily.